# Strobe Talbott

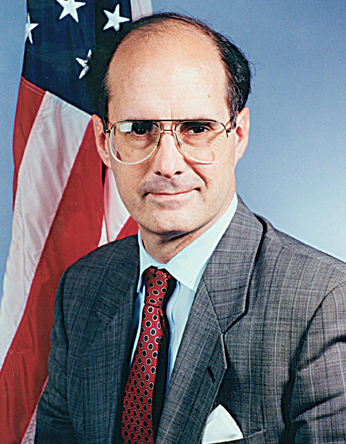
Strobe Talbott

Nelson Strobridge „Strobe“ Talbott III. (* 25. April 1946 in Dayton, Ohio) ist ein US-amerikanischer Diplomat, Politiker (Demokratische Partei) und Politikwissenschaftler. Talbott war Vizeaußenminister der Vereinigten Staaten von 1993 bis 2001. Mit Bill Clinton ist er befreundet, seit beide mit einem Rhodes-Stipendium in Oxford studierten. Der als Weltföderalist bekannte Talbott war bis Oktober 2017 Präsident der Denkfabrik Brookings Institution in Washington, D.C.

## Leben
Im Frühjahr 2009 war er Gastwissenschaftler an der American Academy in Berlin. Ebenfalls 2009 wurde er in die American Academy of Arts and Sciences aufgenommen.
2016 wurde ihm der große Orden der Aufgehenden Sonne am Band verliehen.

## Werke
- Raketenschach. Piper, München/Zürich 1984, ISBN 3-492-02911-6 (Originaltitel: Deadly Gambits).
- The Master of the Game. Paul Nitze and the Nuclear Peace. Alfred A. Knopf, New York (NY) 1988.

## Zitate
„Im nächsten Jahrhundert werden Nationen, wie wir sie kennen, obsolet sein. Alle Staaten werden eine einzige globale Autorität anerkennen. Nationale Souveränität war keine besonders gute Idee.“